# Eva Rueber-Staier
Eva Rueber-Staier (Bruck an der Mur, 1951) è una modella e attrice austriaca, vincitrice del concorso di bellezza Miss Mondo 1969.
Ex Miss Austria e concorrente di Miss Universo 1969, Eva Reuber-Staier è stata incoronata diciannovesima Miss Mondo all'età di diciotto anni, il 22 novembre 1969 presso il Royal Albert Hall di Londra, ricevendo la corona dalla Miss Mondo uscente, l'australiana Penelope Plummer. È stata la prima Miss Mondo austriaca.
Durante il suo anno di regno, Eva Rueber-Staier partecipò al tour di Bob Hope presso le truppe dei marine al Vietnam. In seguito ha lavorato come attrice, divenendo celebre nel ruolo di Rubelvitch, assistente del generale Gogol nei film di 007 La spia che mi amava, Solo per i tuoi occhi e Octopussy - Operazione piovra. Inoltre è stata la protagonista di uno spot austriaco diretto da Ridley Scott.
È sposata con Brian Cowen con il quale ha avuto un figlio, Alexander. Attualmente produce sculture in metallo.